# Bernheze
Bernheze  è una municipalità dei Paesi Bassi di 29 663 abitanti situata nella provincia del Brabante Settentrionale.

## Geografia antropica

### Frazioni
- Heesch: 12.345
- Heeswijk-Dinther: 8.101
- Nistelrode: 6.021
- Vorstenbosch: 1.540
- Loosbroek: 1.169
- Vinkel: 54